# Murat Tiesjev
Murat Tiesjev (Kazachs: Мұрат Тлешев; Taraz, 18 april 1980) is een Kazachs voormalig voetballer die doorgaans speelde als spits. Tussen 1998 en 2016 speelde hij voor diverse clubs in zijn geboorteland. Tiesjev maakte in 2004 zijn debuut in het Kazachs voetbalelftal, waarin hij uiteindelijk acht duels speelde.

## Clubcarrière
Tiesjev speelde slechts in de Kazachse Premjer-Liga. Hij scoorde meer dan honderd keer in de competitie. In 2005, 2008 en 2009 kroonde hij zich tot topscorer. 2003, 2006 en 2009 waren de jaren waarin hij kampioen werd van de competitie.